# 彭纳多莫
彭纳多莫（義大利語：Pennadomo），是意大利基耶蒂省的一个市镇。总面积11平方公里，人口332人，人口密度30.2人/平方公里（2009年）。ISTAT代码为069063。